# Biserica de lemn din Săldăbagiu Mic

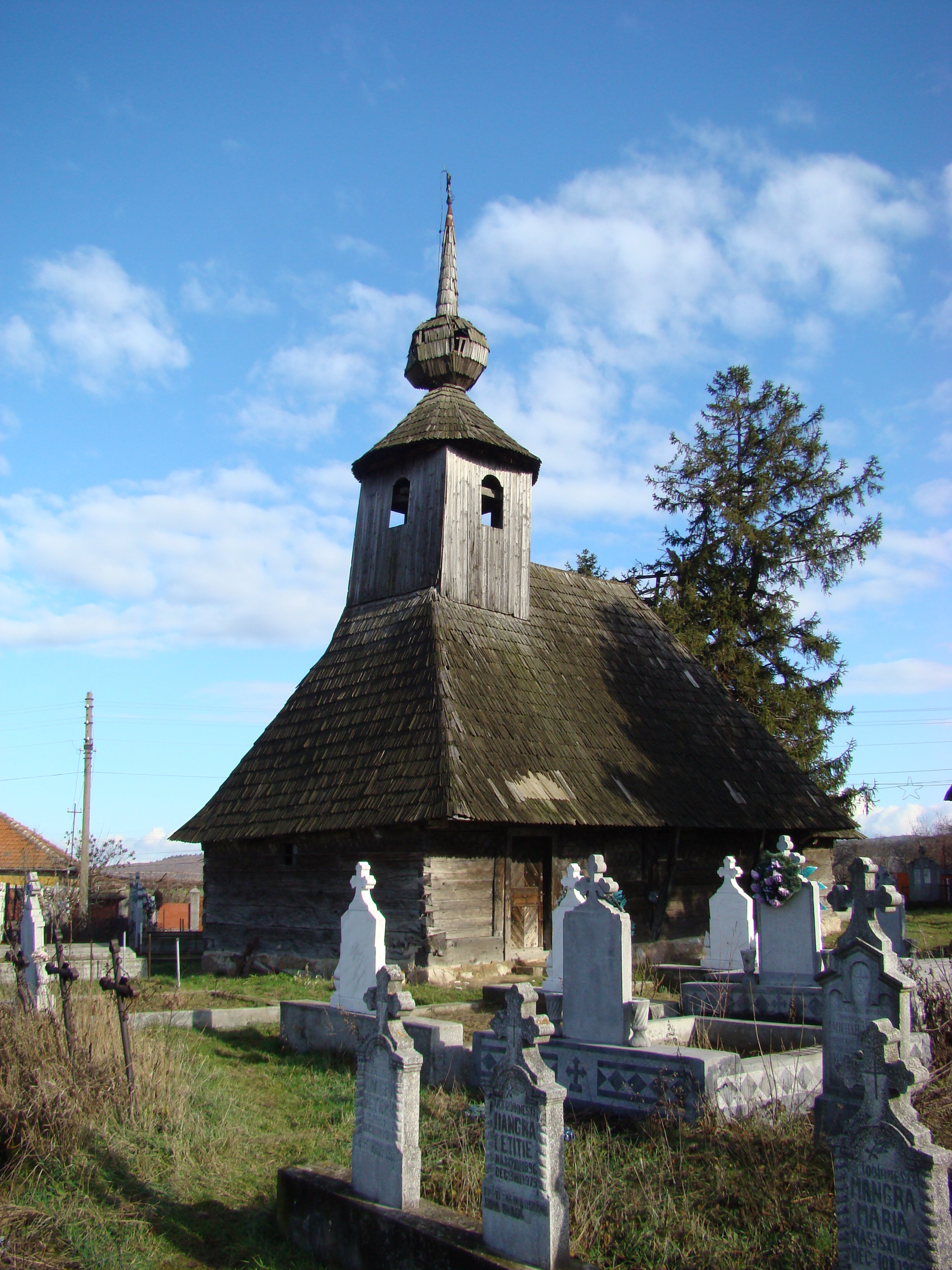
Biserica de lemn „Sfântul Ierarh Nicolae” din Săldăbagiu Mic, comuna Căpâlna, județul Bihor, foto: ianuarie 2010.

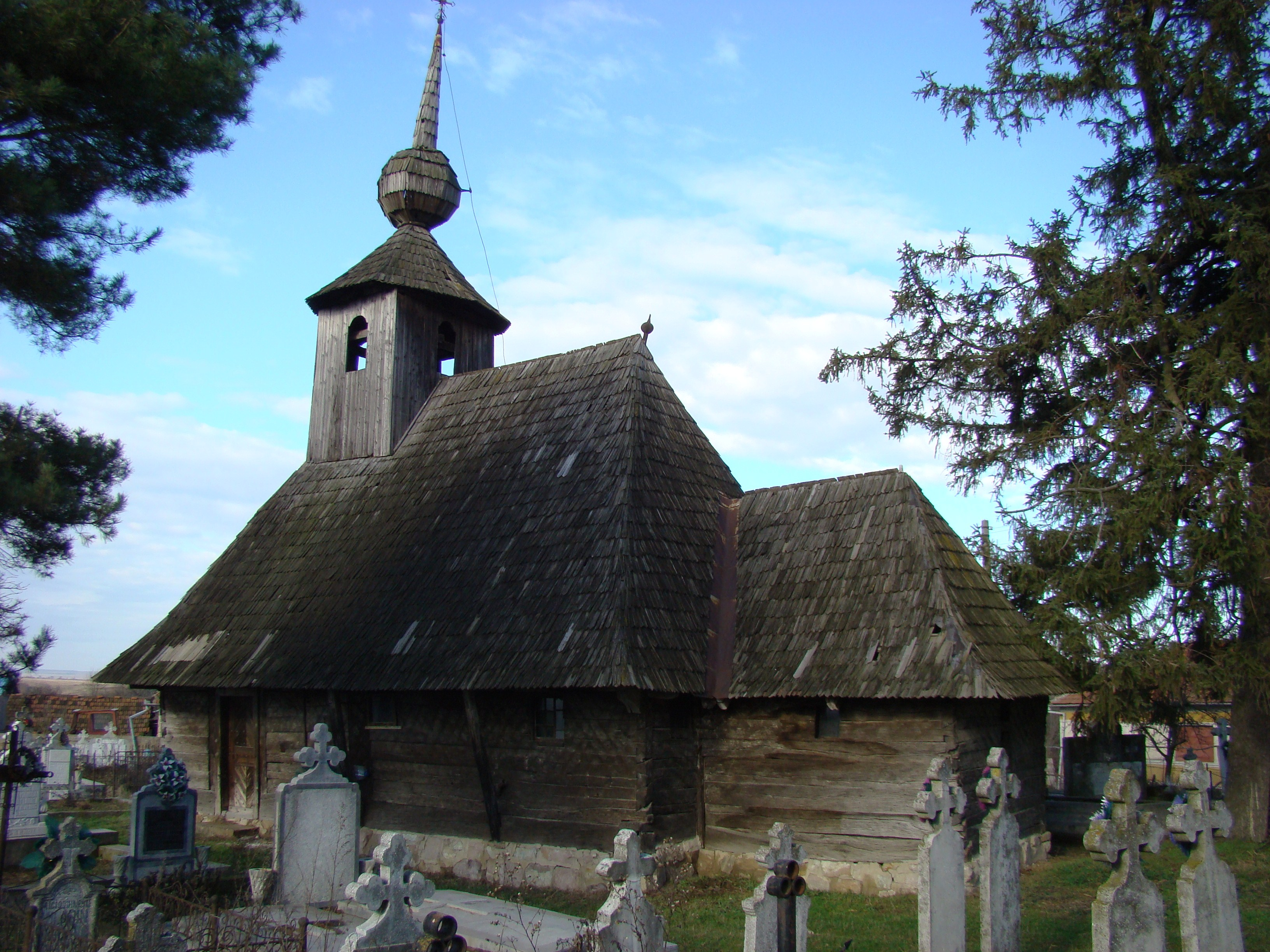
Biserica (sud-est)

Biserica de lemn din Săldăbagiu Mic, comuna Căpâlna, județul Bihor, datează din secolul XVIII (1769) . Are hramul „Sfântul Ierarh Nicolae”. Biserica se află pe noua listă a monumentelor istorice sub codul LMI:  BH-II-m-B-01202.

## Istoric și trăsături
Biserica de lemn „Sfântul Nicolae" a fost construită în anul 1769 și renovată în 1960, când s-a pus acoperiș de tablă, s-au tencuit pereții și s-au adăugat cu rol de contraforturi, două bârne oblice pentru asigurarea trăiniciei pereților care sunt din „blăni" de stejar prinse la colțuri în „cheotori". S-au păstrat ochiurile de sticlă ale ferestrelor vechi („șaibe") și candelabrul cu globuri lucrate la Beliu, una dintre cele mai importante fabrici de sticlă din sudul Bihorului. Scândurile de la bolta semicilindrică a absidei și de la bolta identică a naosului sunt fixate în arcuri dublou, prin cuie de lemn. Pictura a fost parțial distrusă de umezeală și fum. În tindă se mai pot vedea doar pete de culoare, în schimb în naos, imaginile bolții s-au păstrat destul de bine, ca si cele de pe iconostas. Biserica are câteva icoane pe sticlă de la Nicula, trei icoane pe lemn din secolul al XVIII-lea și o ladă pentru odăjdii, lucrată în stilul lăzilor de zestre, cu ornamente crestate cu „horjul".

## Galerie de imagini

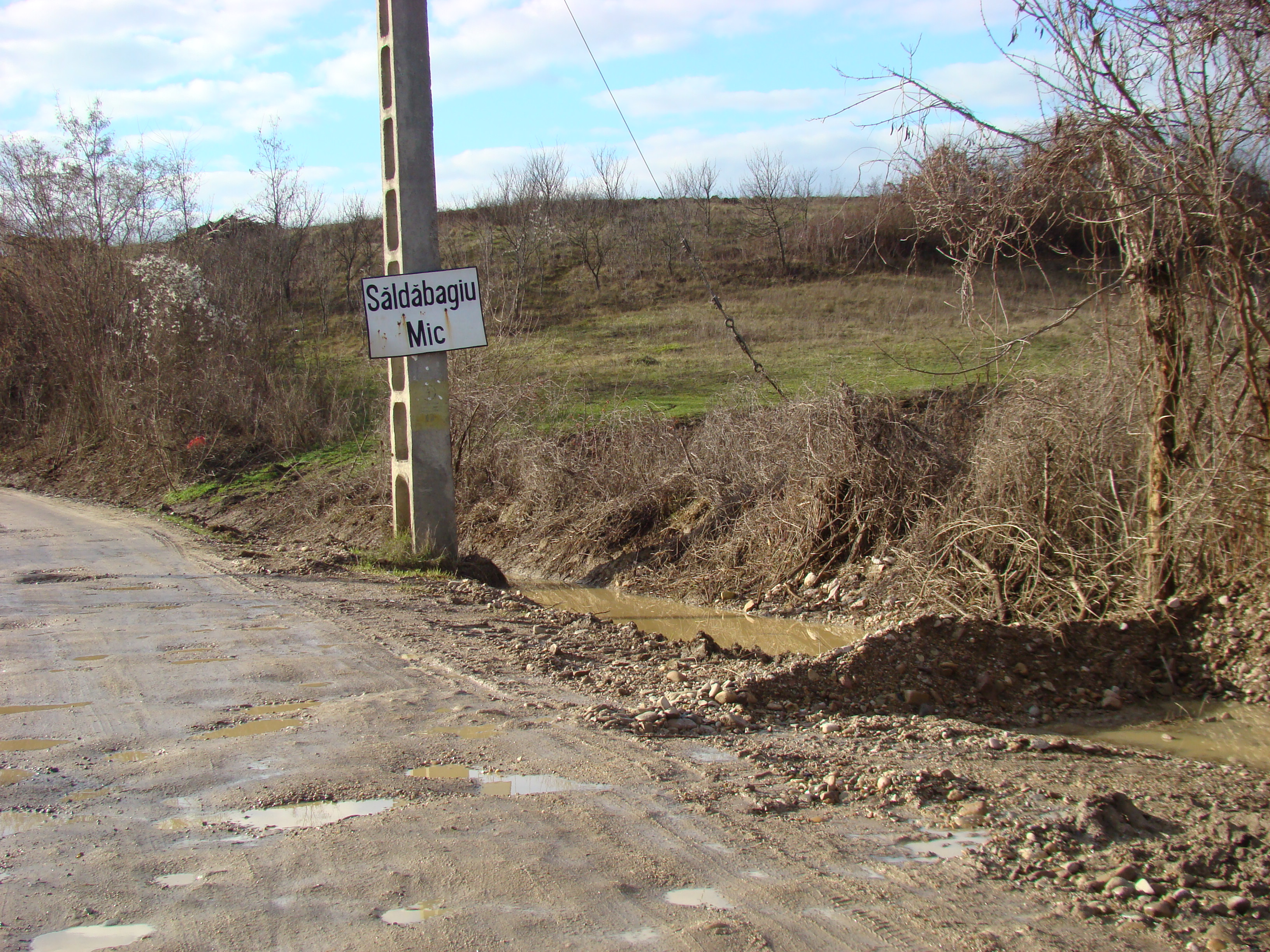
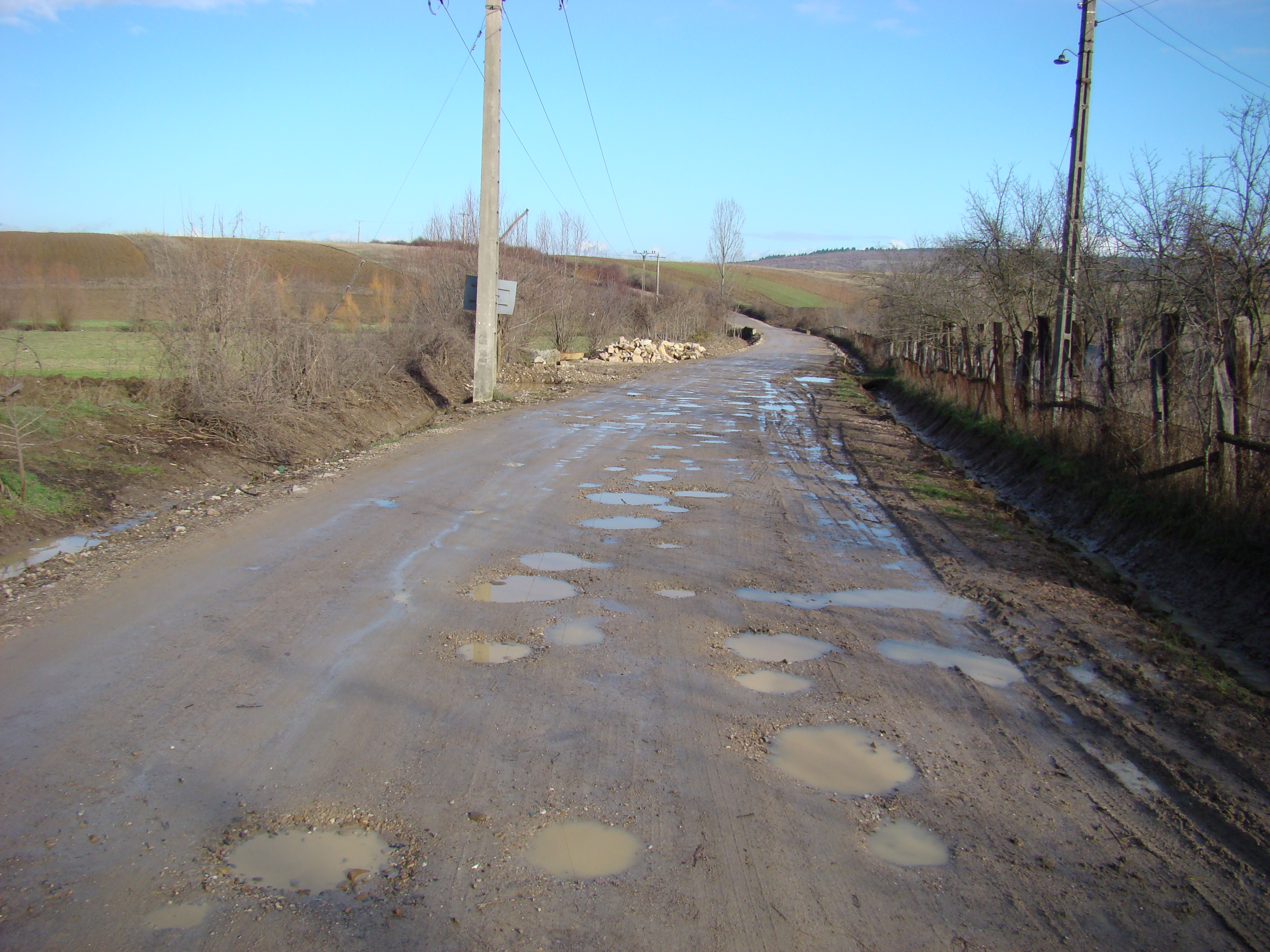
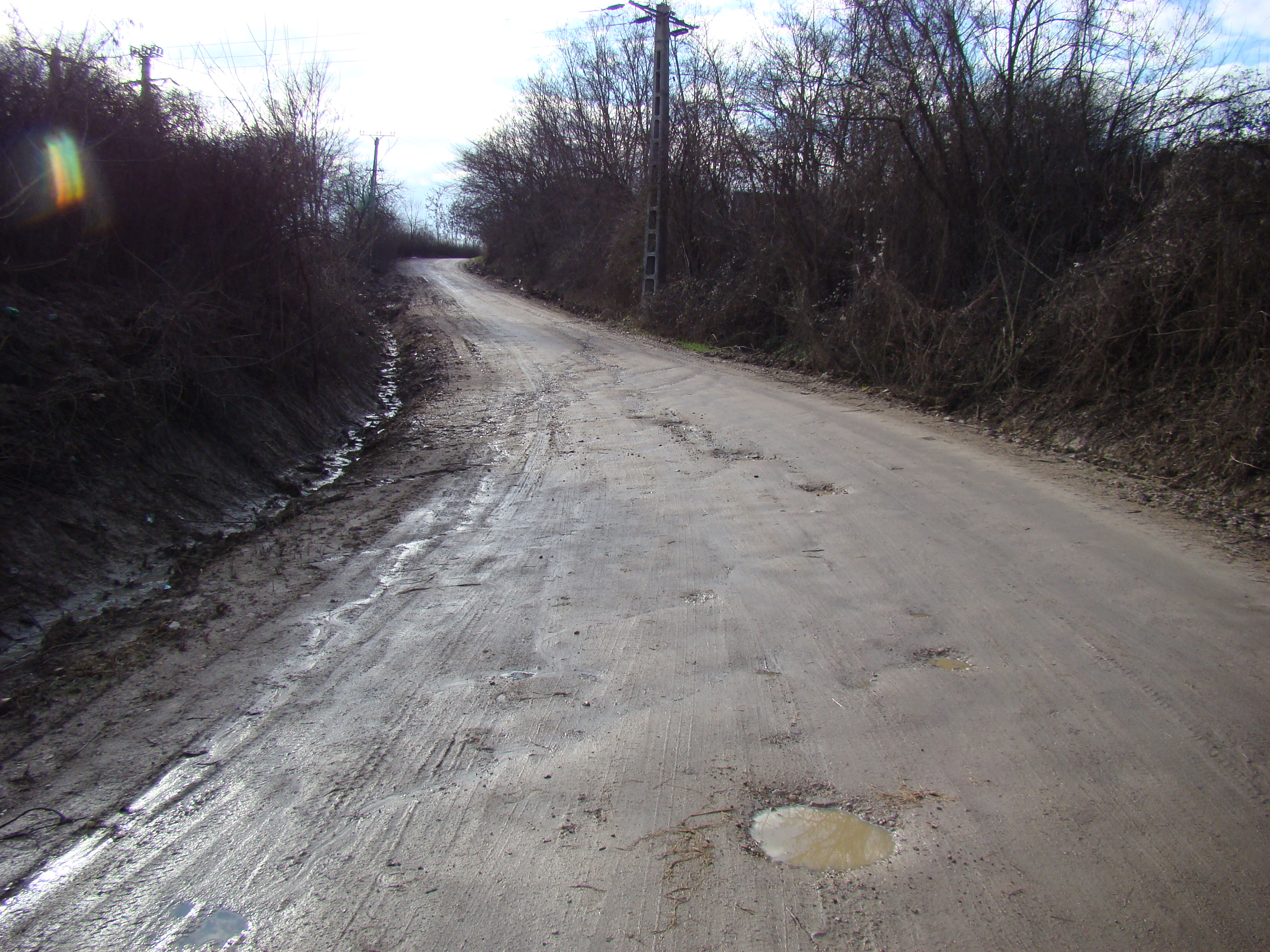
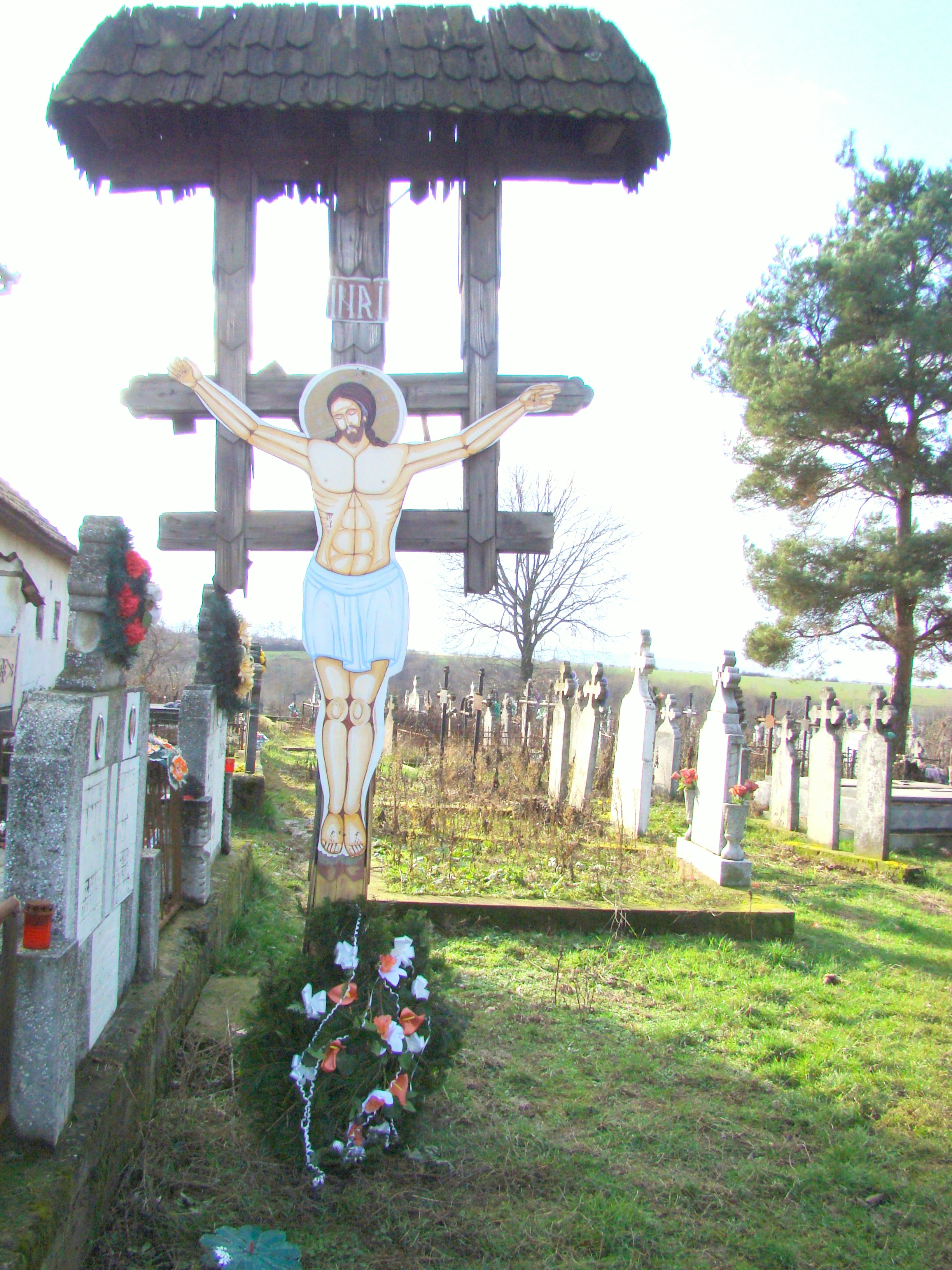
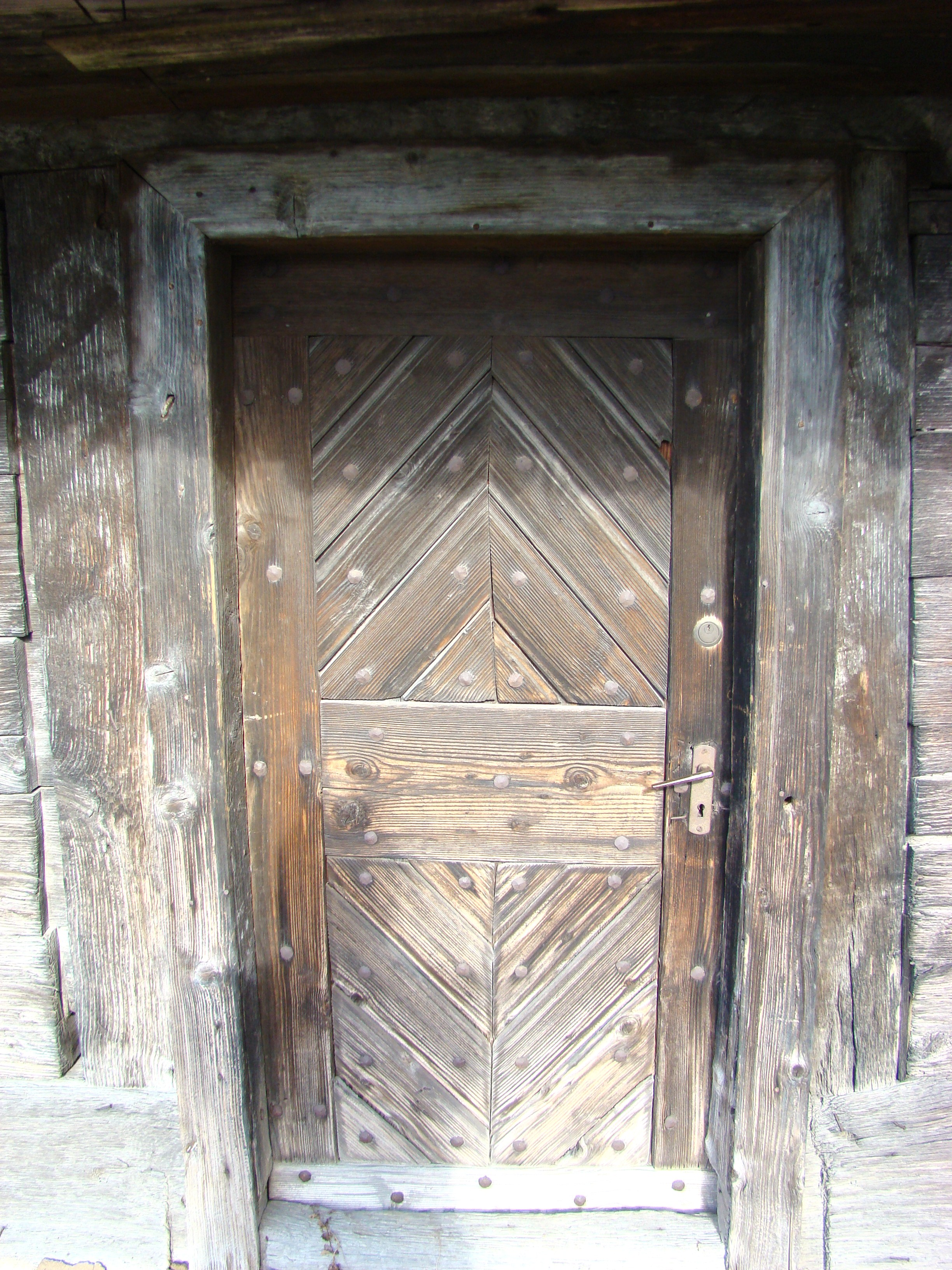
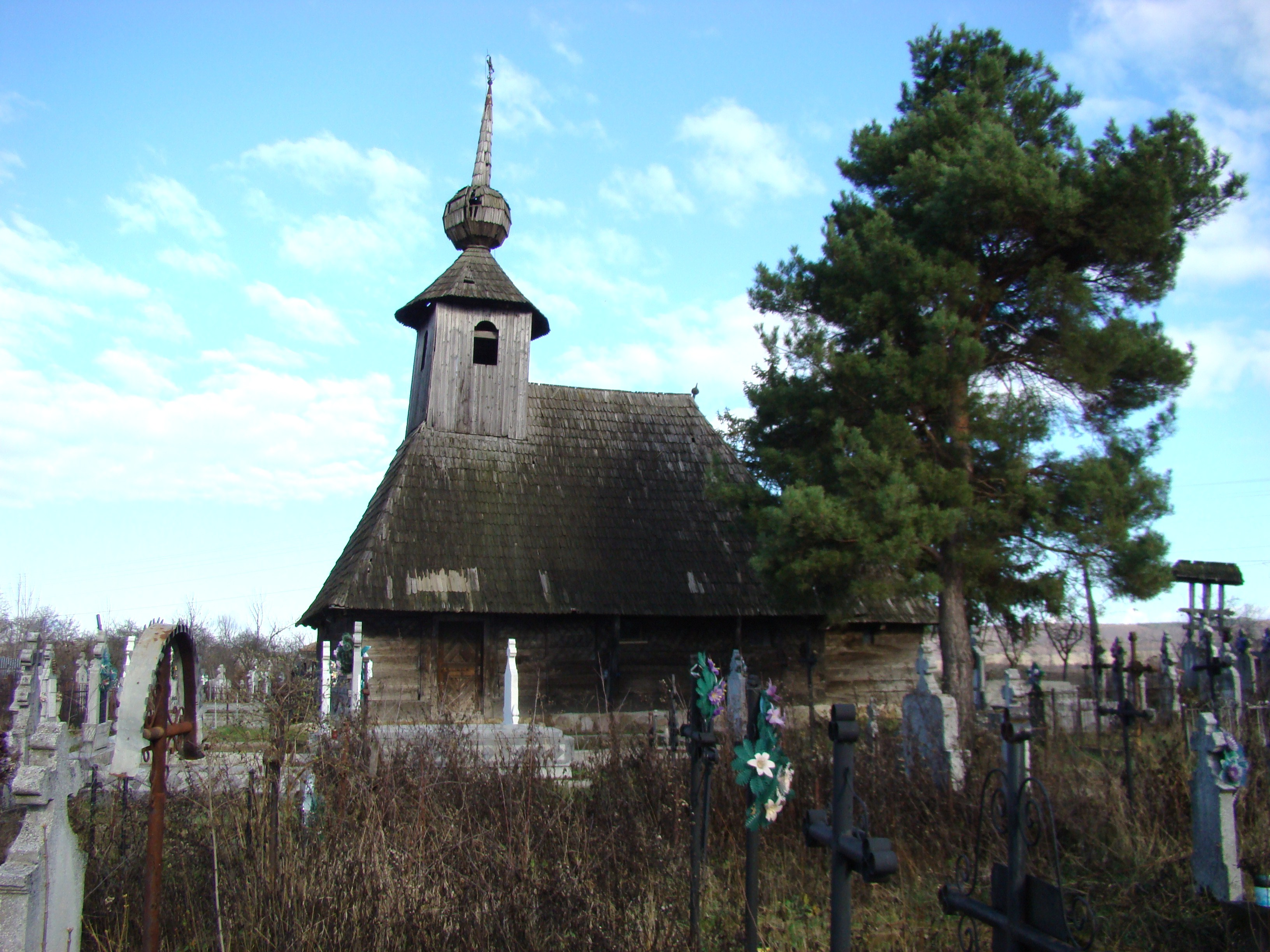
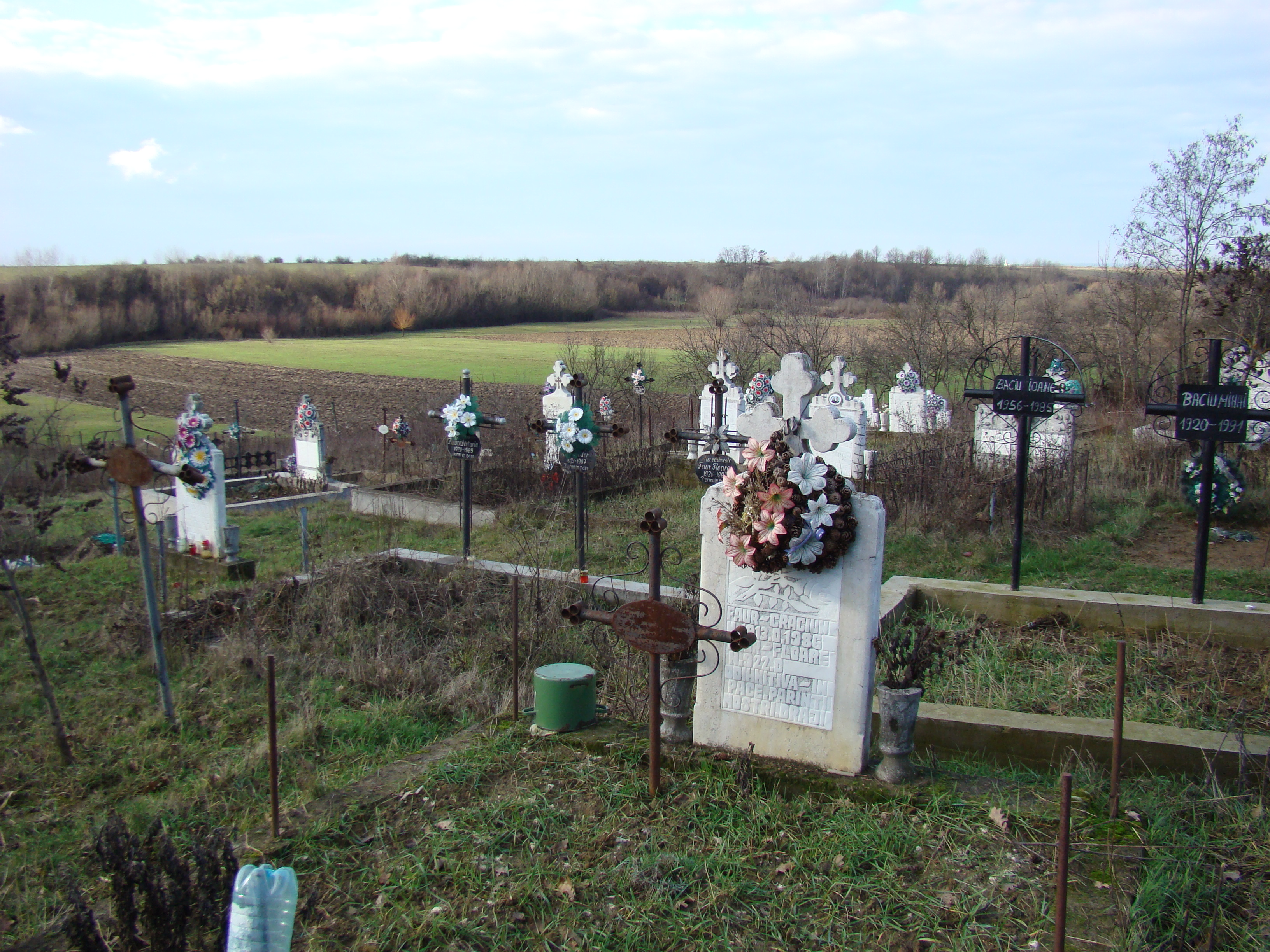
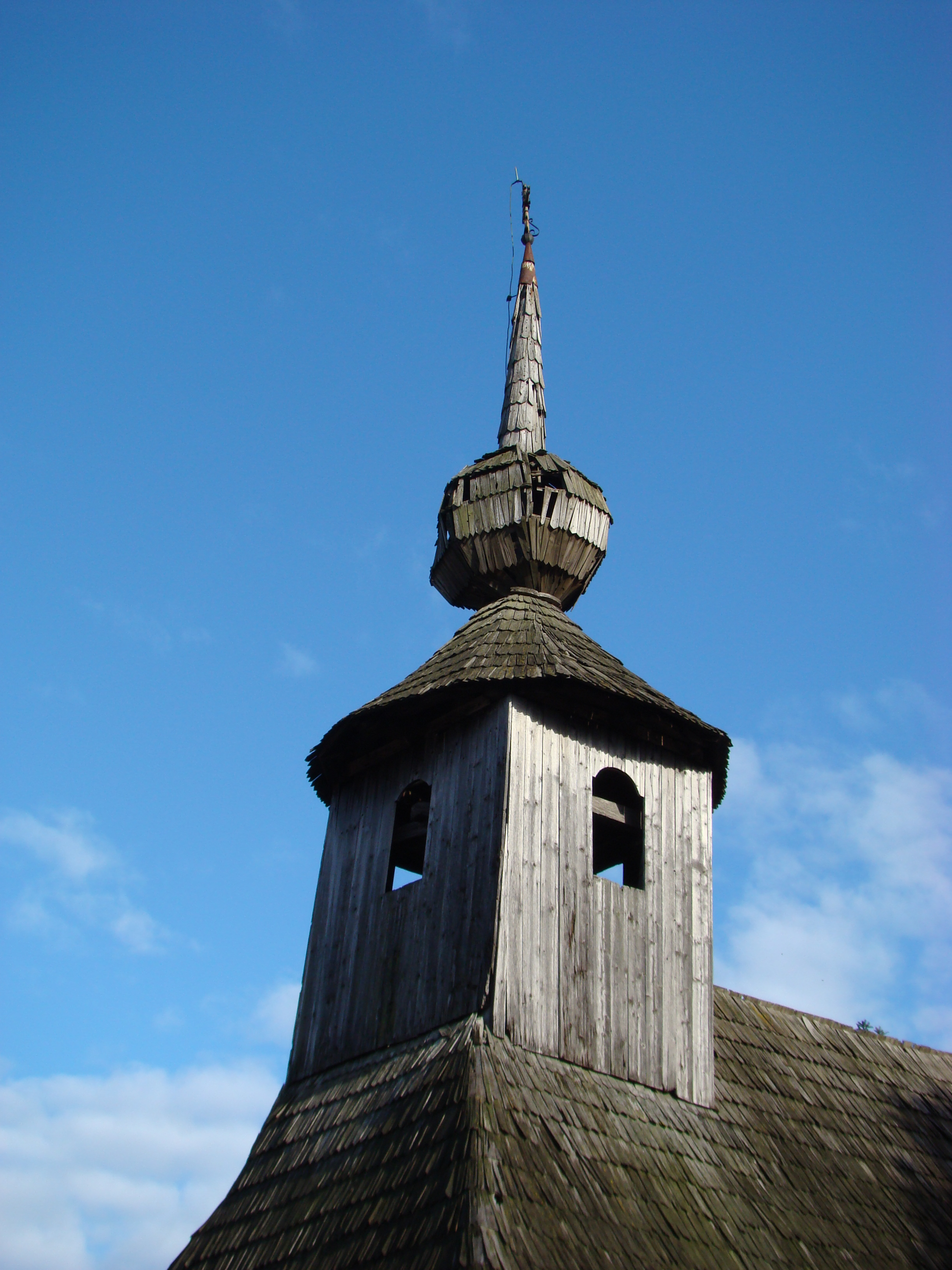
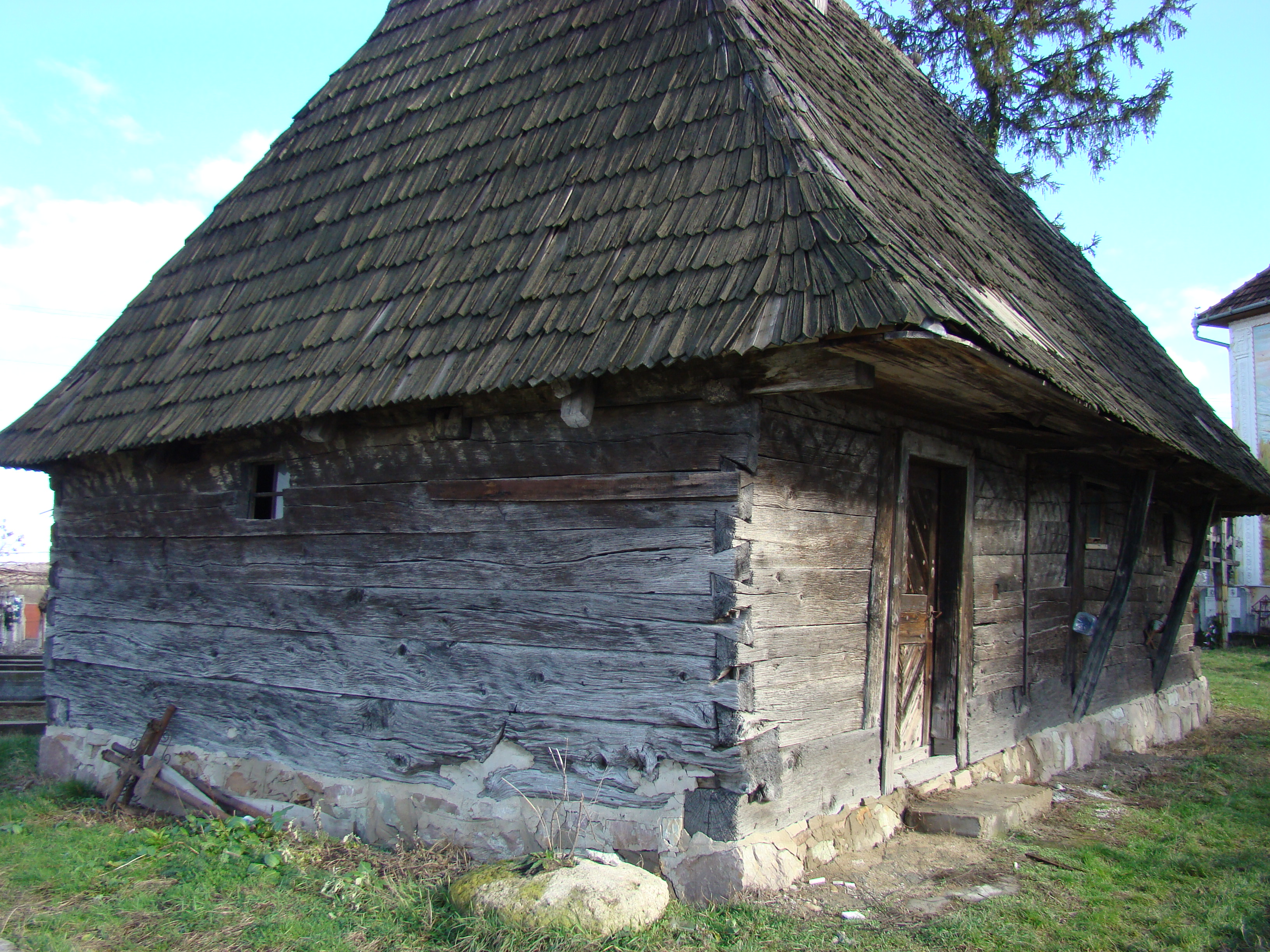
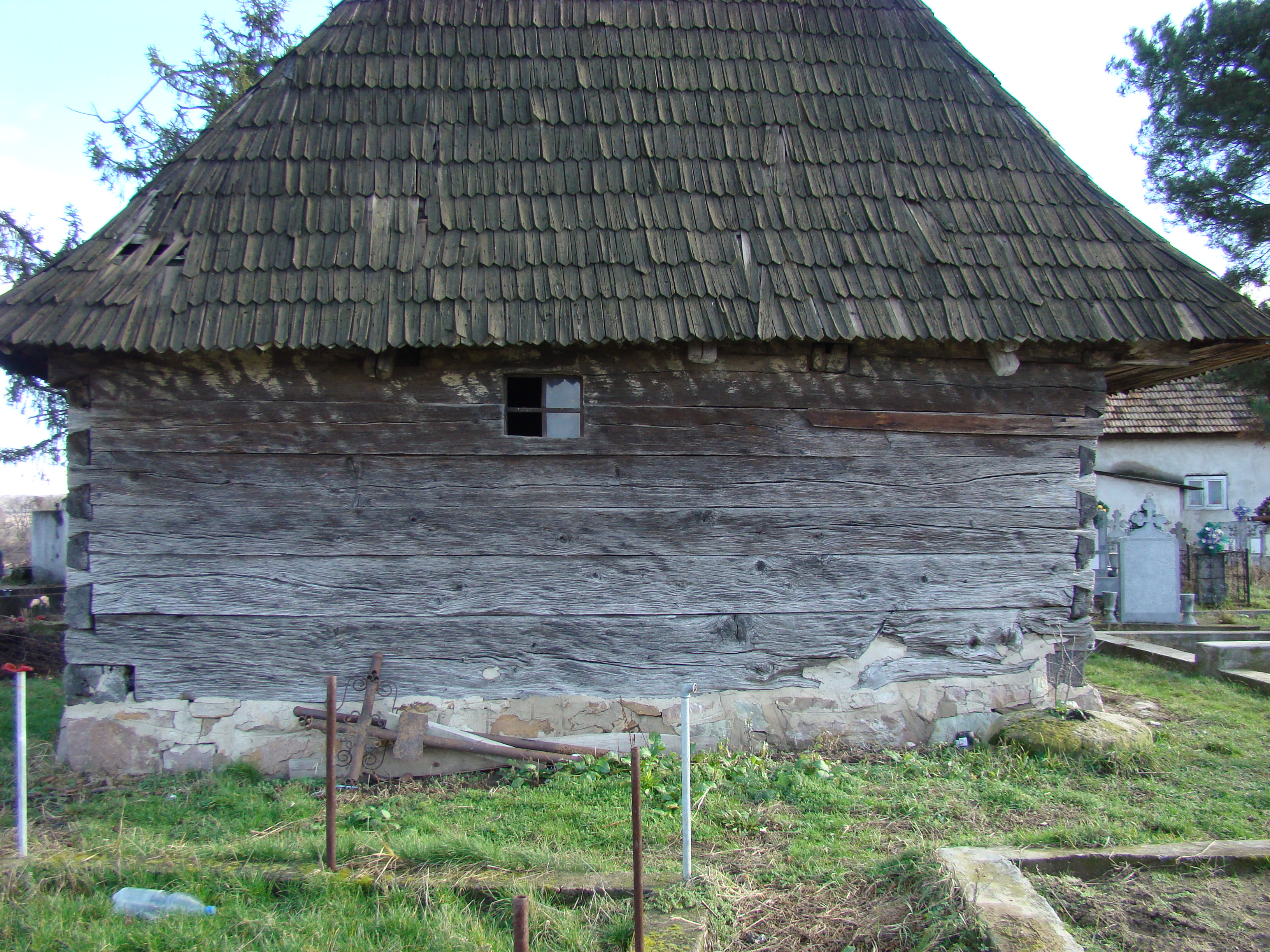
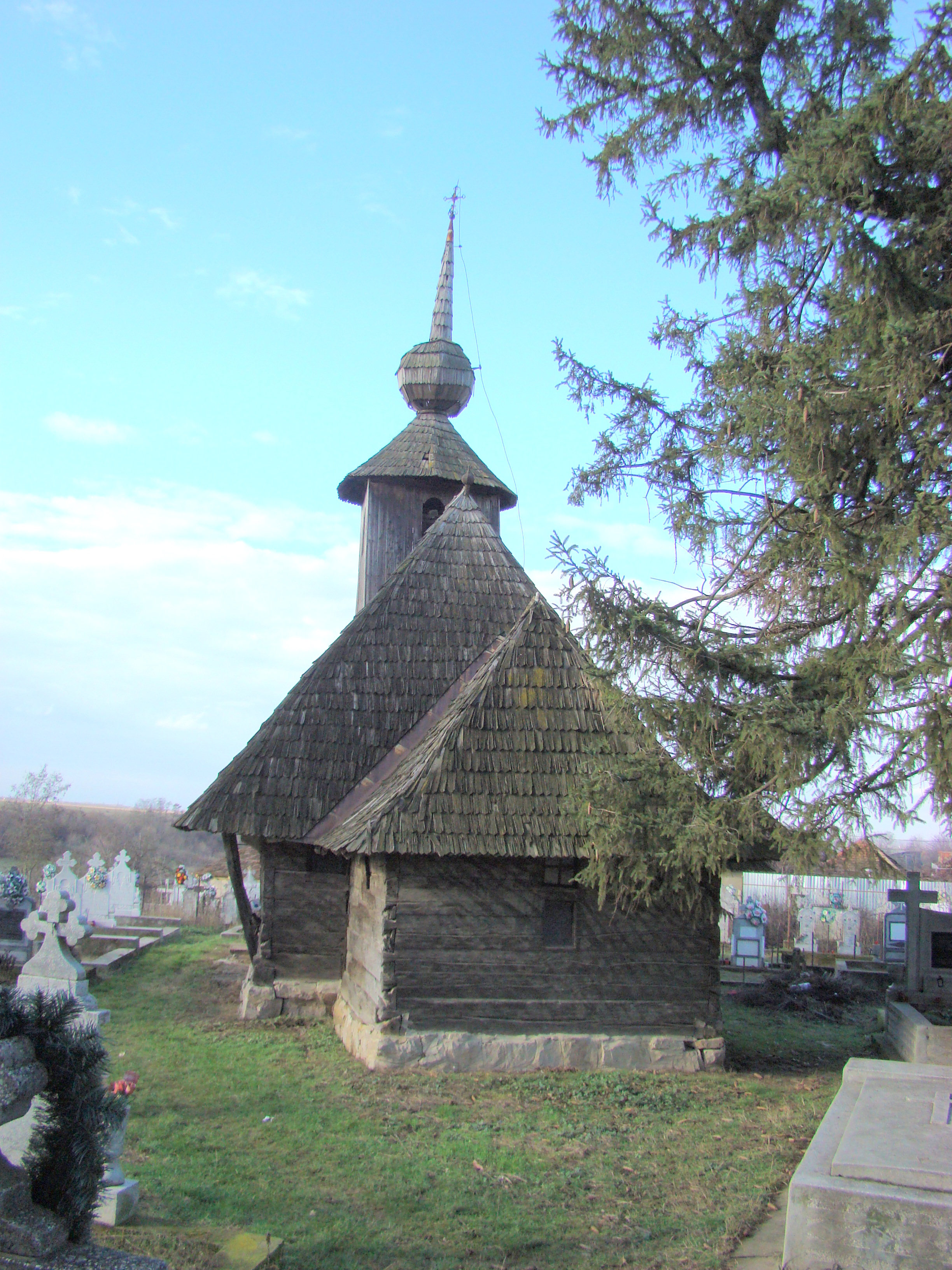
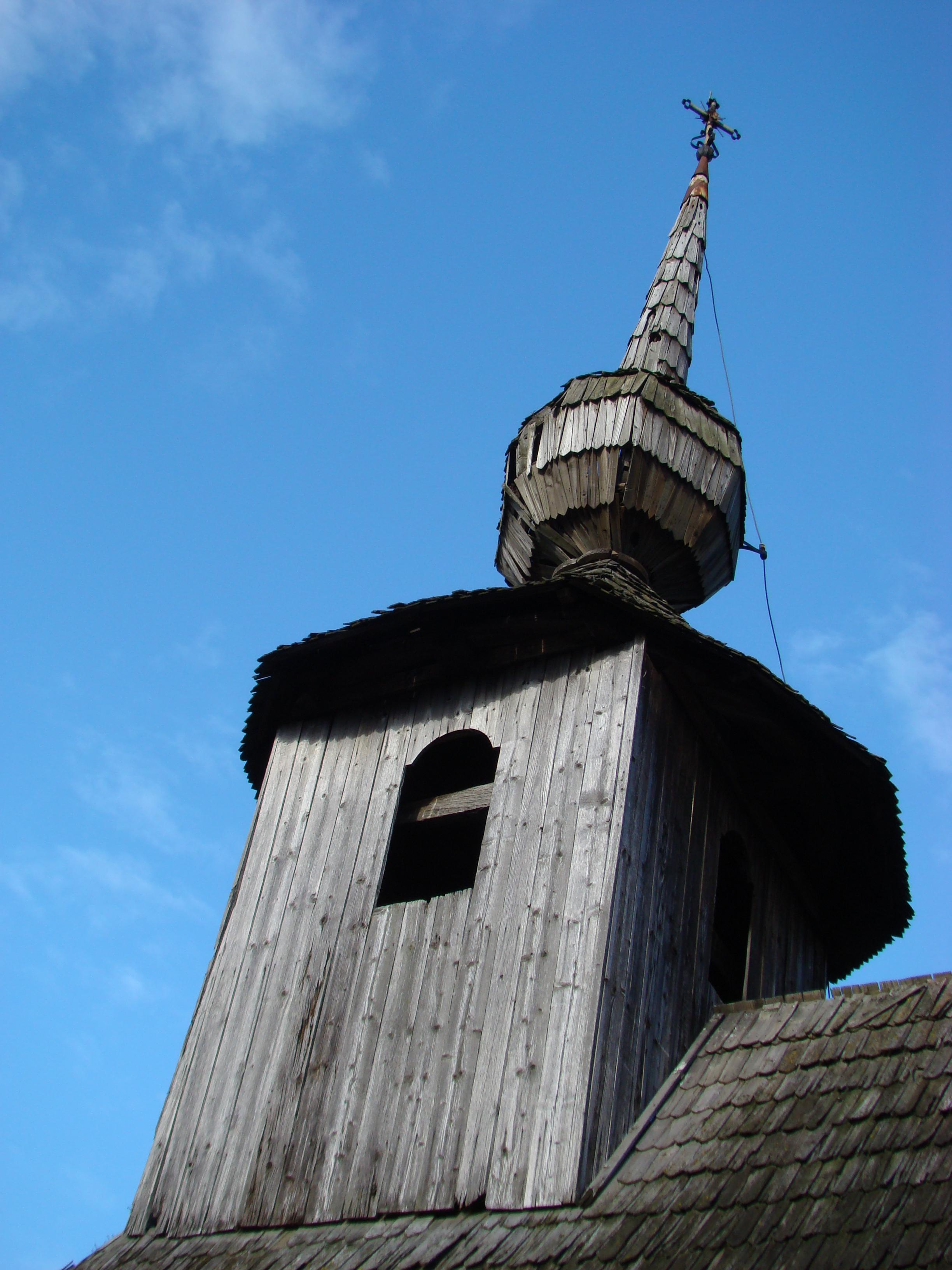
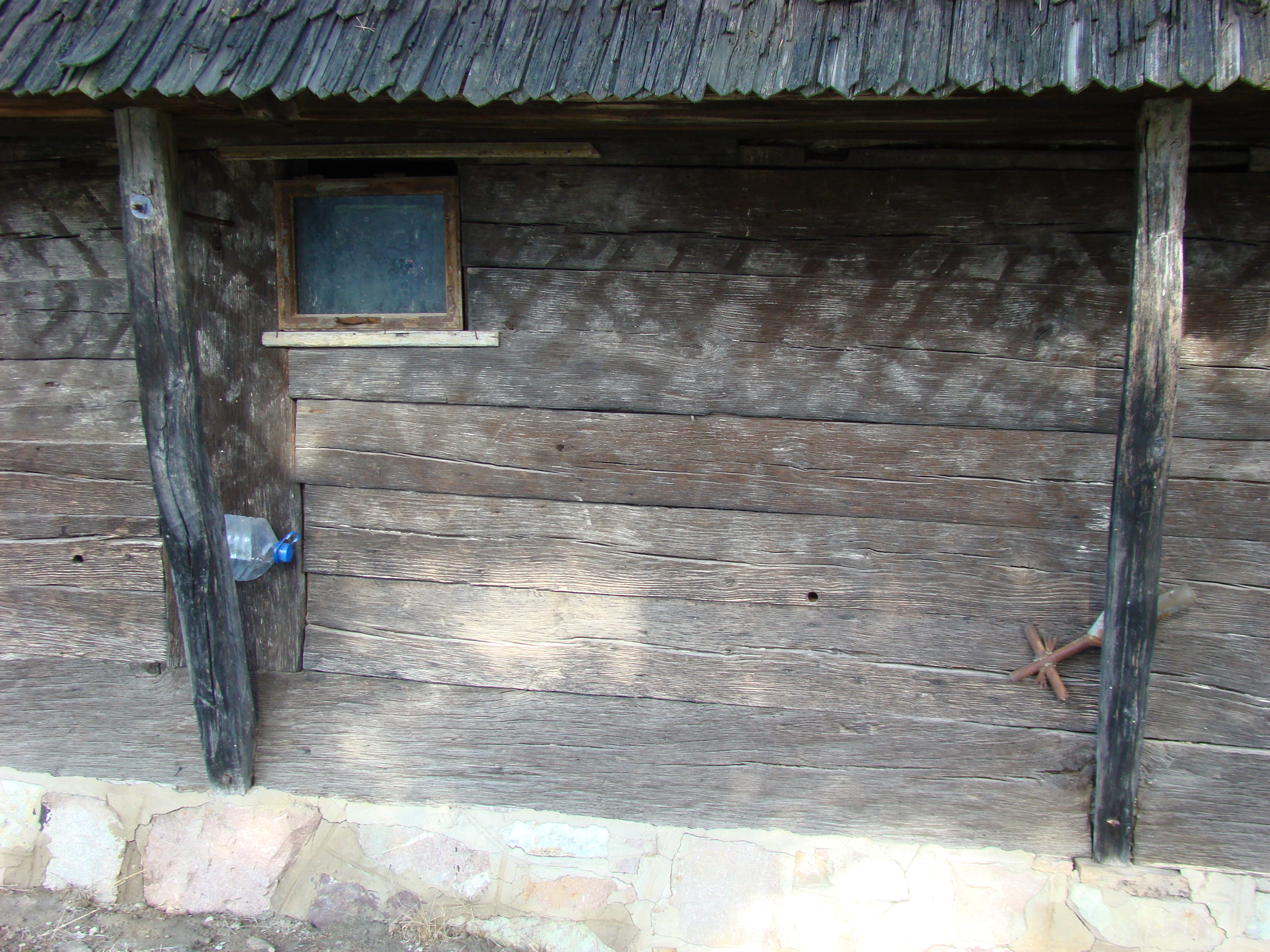
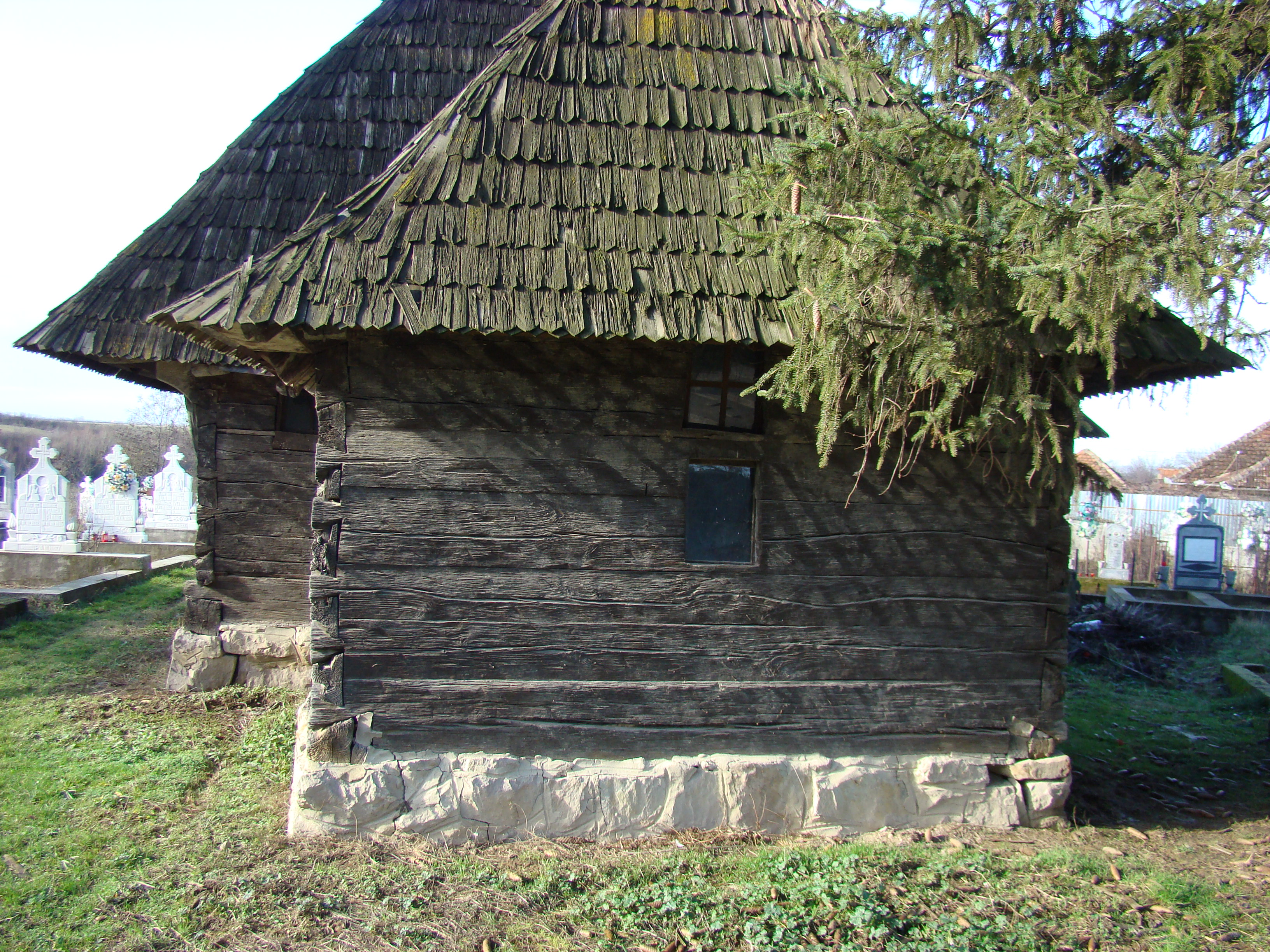
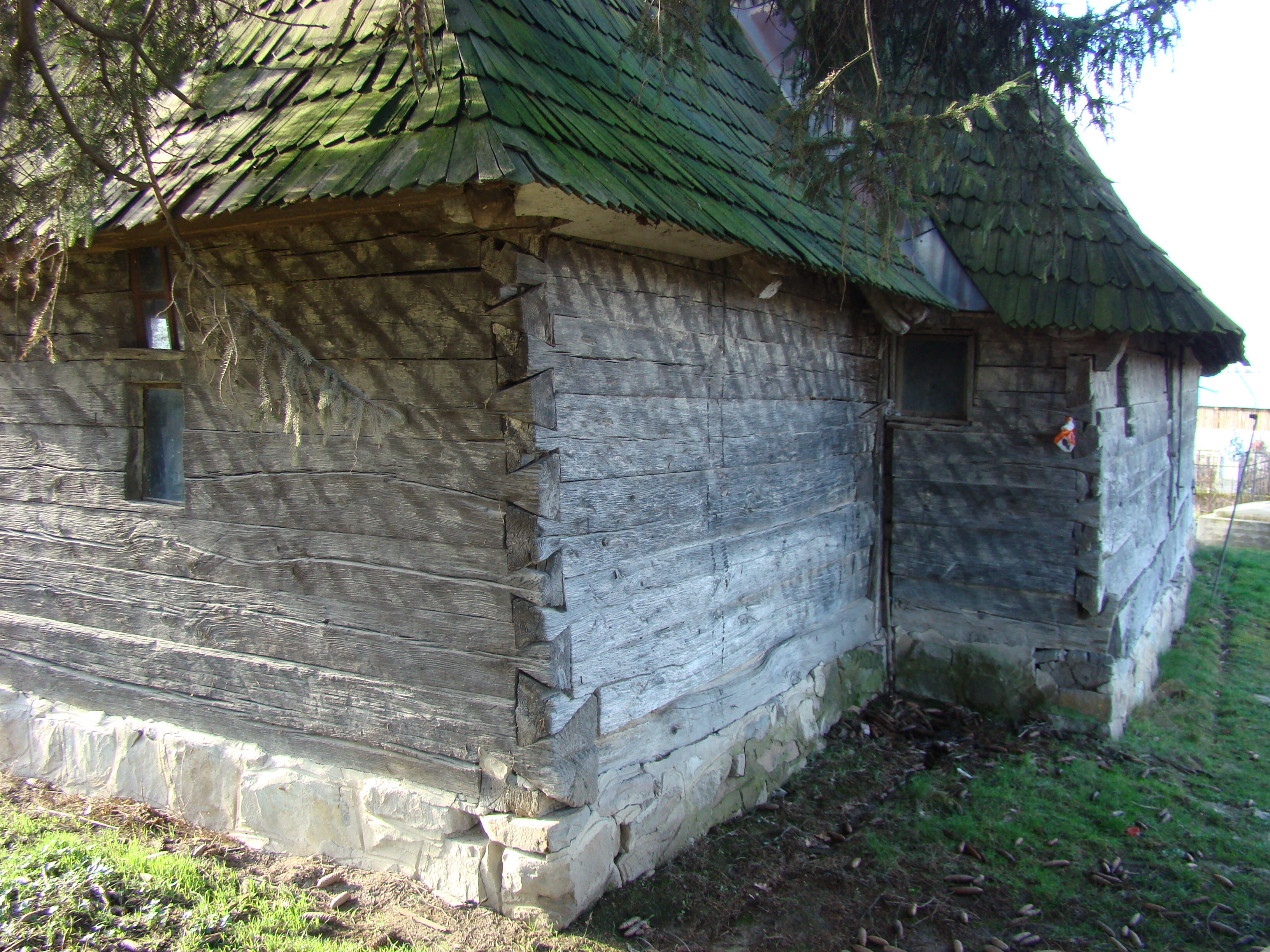
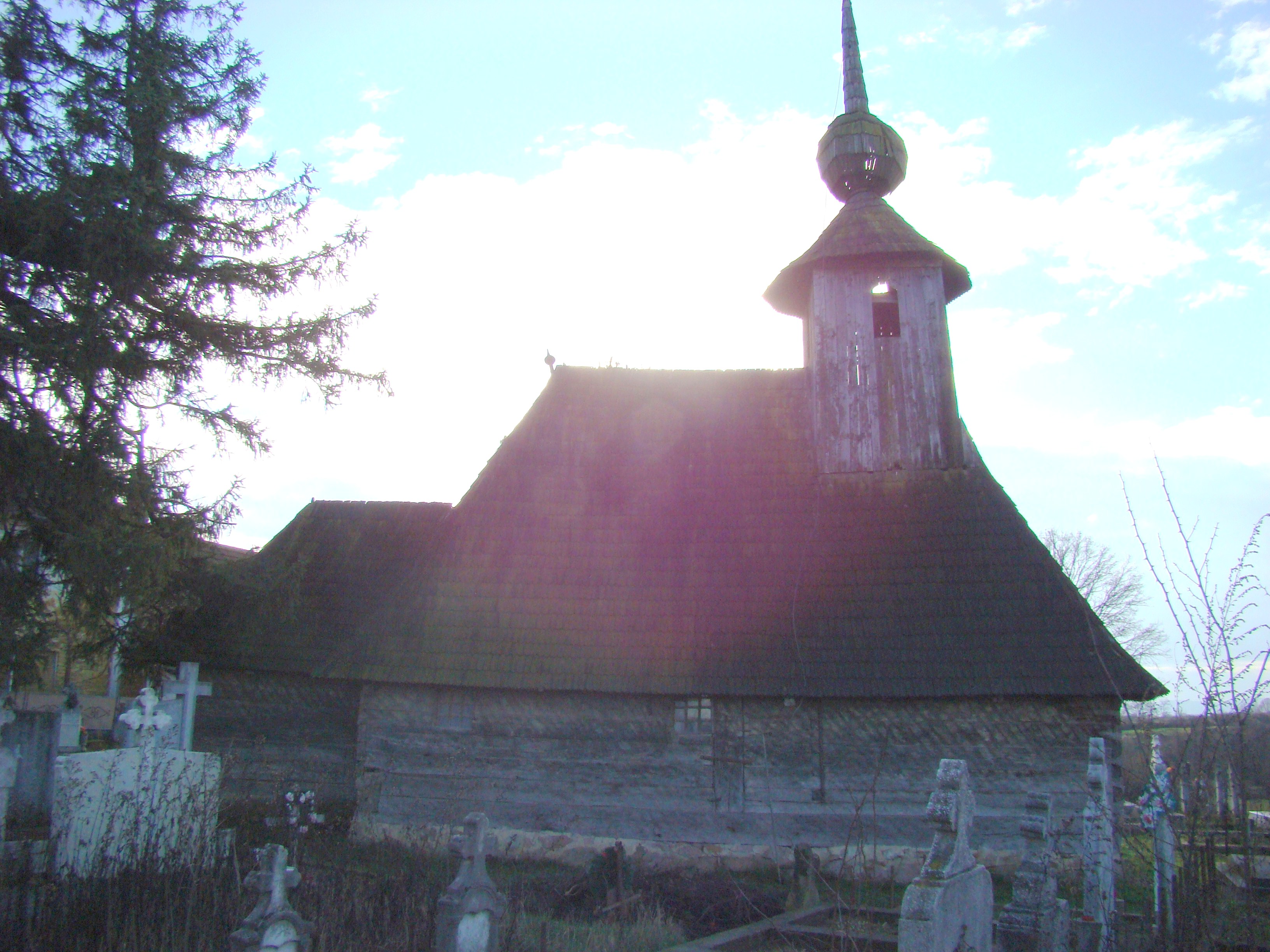
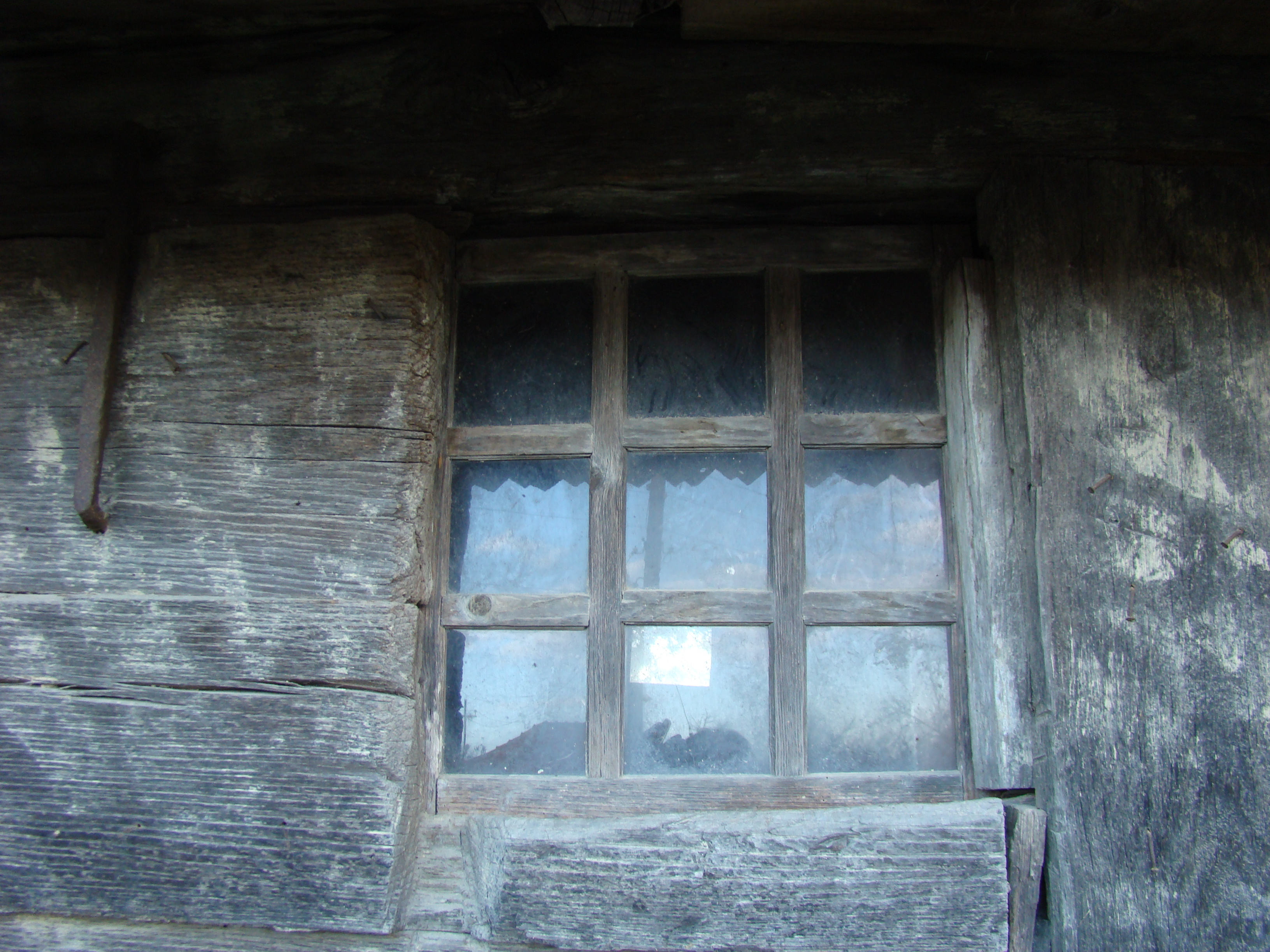
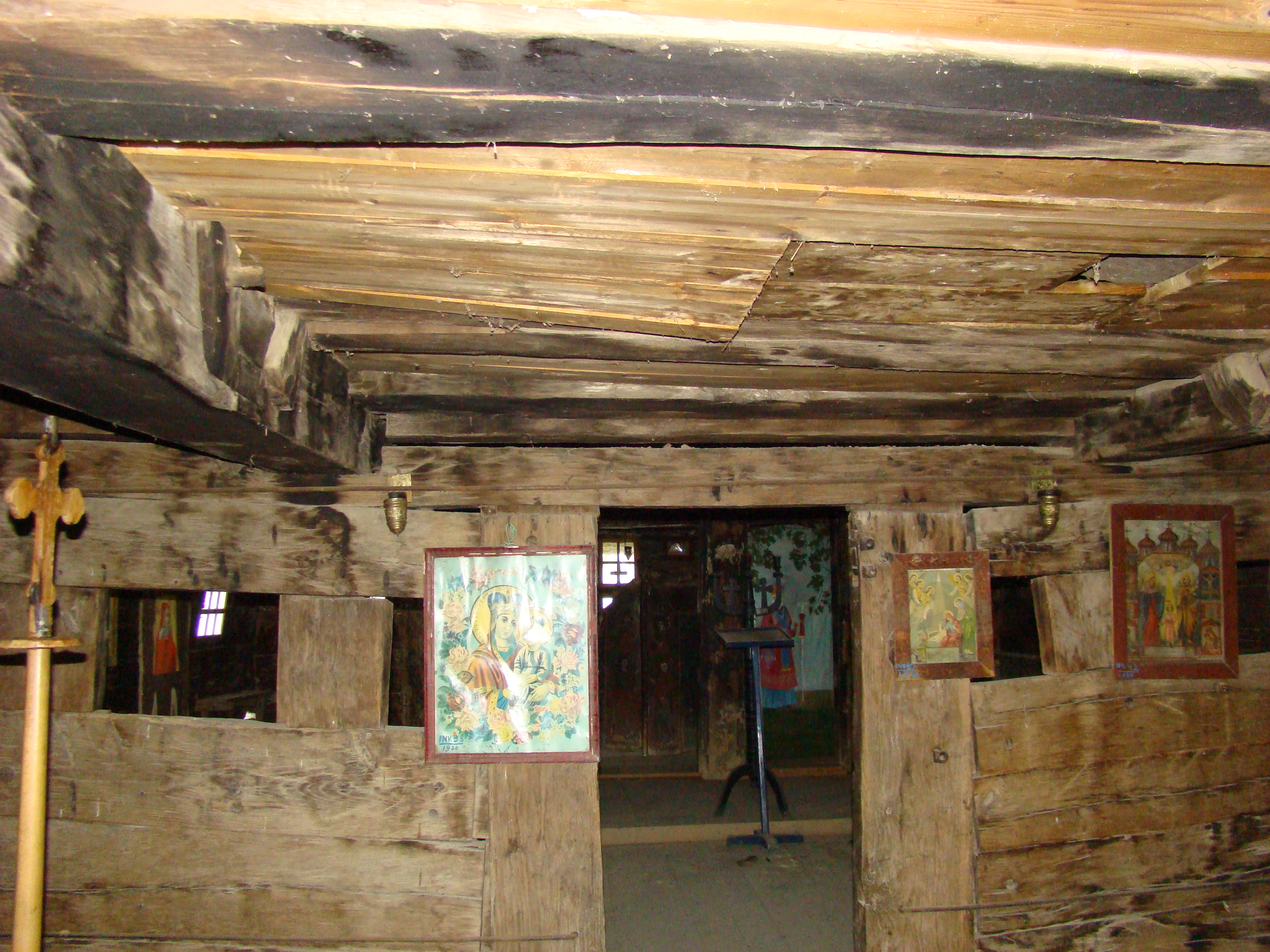
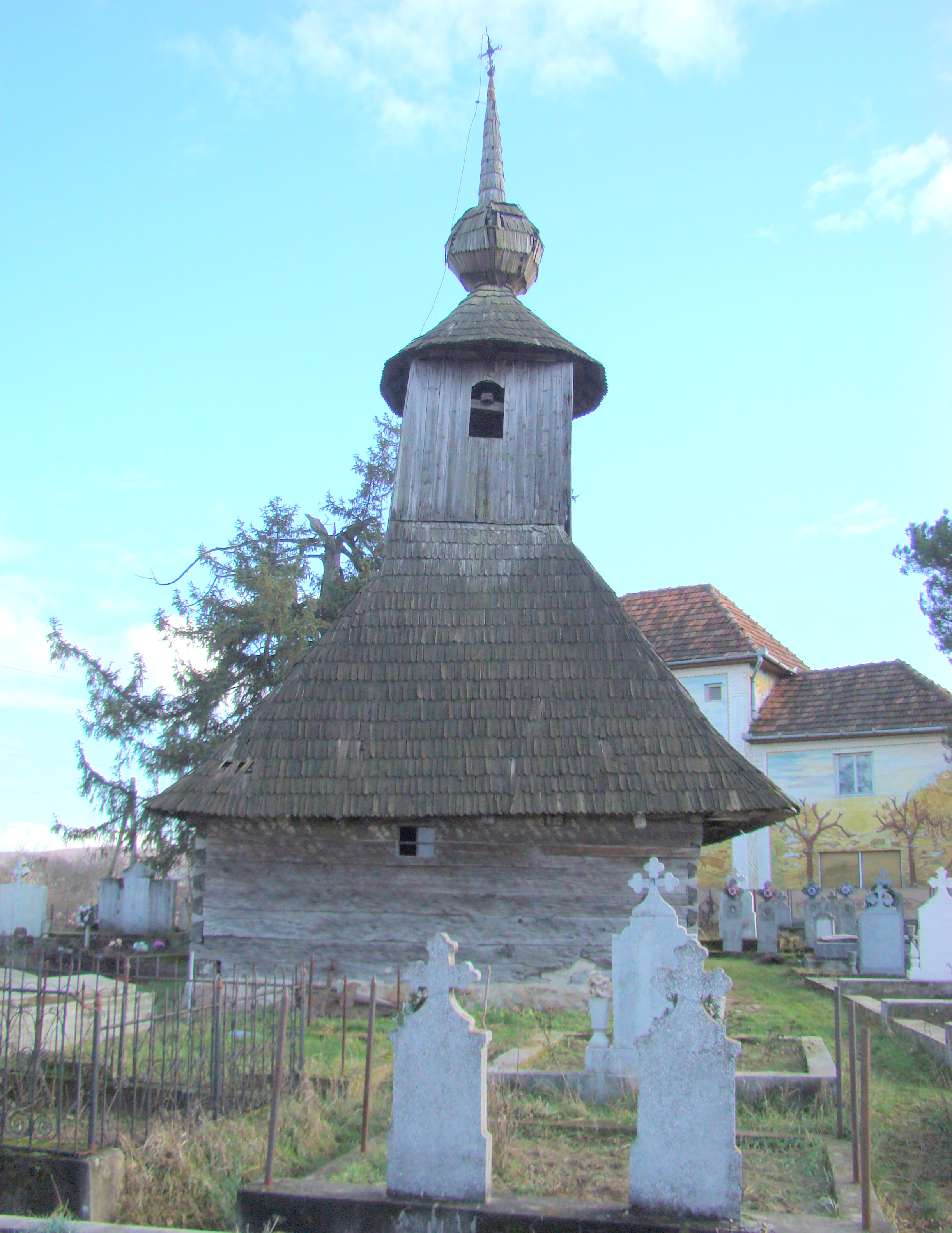
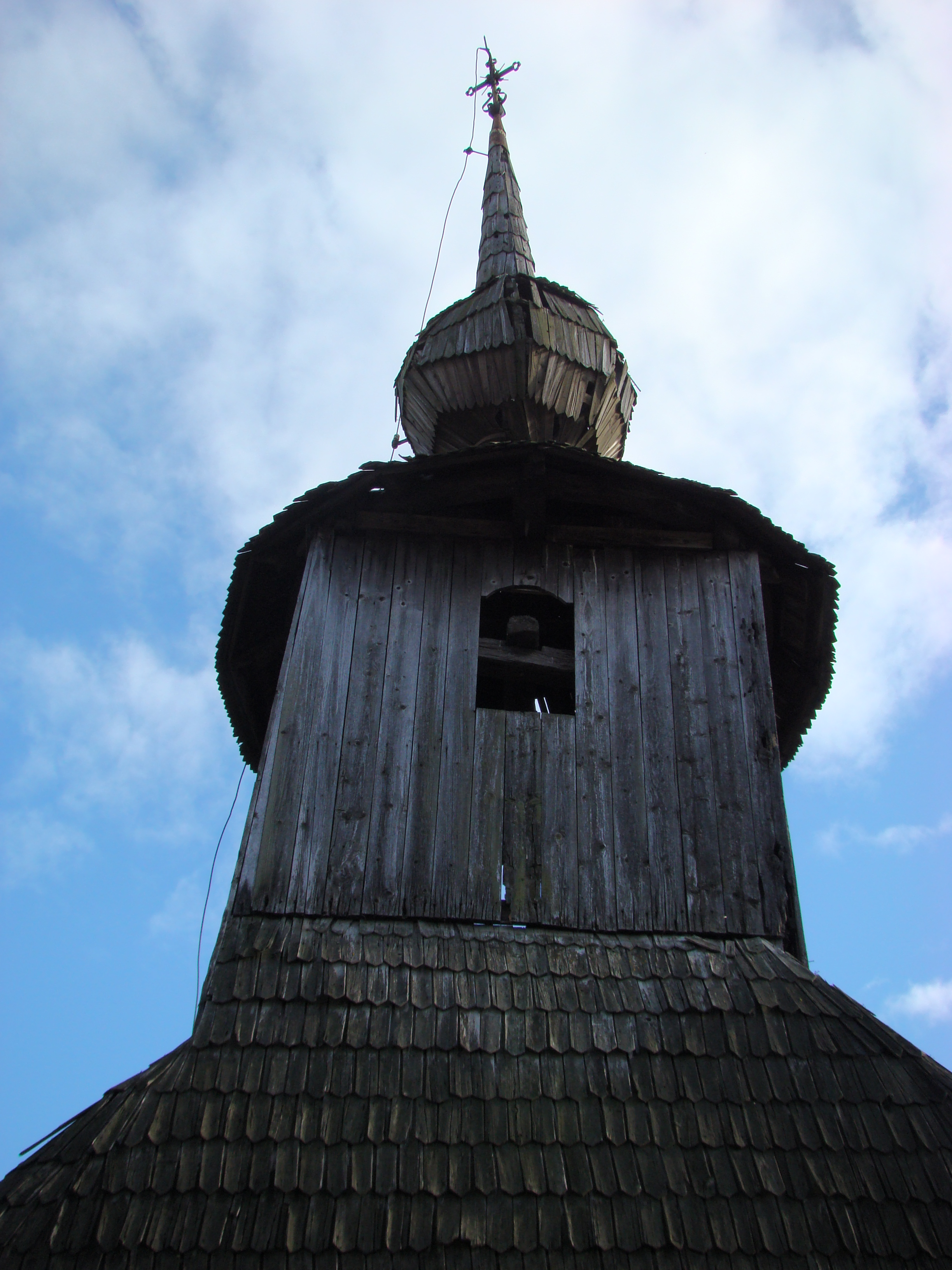